# Cassandro
Saúl Armendáriz (El Paso, 20 de mayo de 1970) es un luchador profesional mexicanoestadounidense que trabaja como luchador exótico para varias promociones independientes en todo el mundo bajo el nombre de Cassandro. Es un excampeón mundial de peso wélter de la NWA y campeón mundial de peso ligero de la UWA.

## Primeros años de vida
Aunque Armendáriz nació y se crio en El Paso, Texas, pasó mucho tiempo en Juárez, Chihuahua, la ciudad de su familia.   A los quince años, Armendáriz dejó la escuela y comenzó a entrenar lucha libre en Juárez.

## Carrera de lucha libre profesional
Comenzó oficialmente su carrera de lucha libre profesional en 1988, trabajando bajo una máscara como Mister Romano.  El personaje, integrado por el conocido luchador Rey Misterio, era un rudo (villano) con temática de gladiador.  Menos de un año después, Armendáriz se animó a abandonar el personaje y asumir un nuevo personaje exótico de Babe Sharon.  Exóticos son luchadores masculinos vestidos de drag. Si bien la mayoría de los exóticos son heterosexuales, Armendáriz luchó en su primer combate como exótico en Juárez, trabajando sin máscara y bajo el nuevo nombre de ring Rosa Salvaje. 
Armendáriz fue uno de los primeros en ser abiertamente homosexual, lo que fue muy criticado en el ambiente luchístico. En 1991, durante una lucha contra el Hijo del Santo, tuvo una recepción negativa que provocó un intento de suicidio.

## Otros medios
Cassandro es protagonista del documental Cassandro El exótico, dirigido por Mariel Losier. Asimismo, Gael García Bernal protagonizó una película inspirada en su carrera en la lucha libre.
Cassandro ha ganado popularidad en Reino Unido, por lo que ha sido entrevistado para BBC Breakfast, también apareció en una obra de teatro sobre Conan entrenando a Conan O'Brien y Andy Richter para convertirse en luchadores .  Apareció en un artículo del New Yorker del 2016 titulado How the Drag Queen Cassandro Became a Star of Mexican Wrestling. 

## Filmografía
- Cassandro El exótico